# Casa Fuset

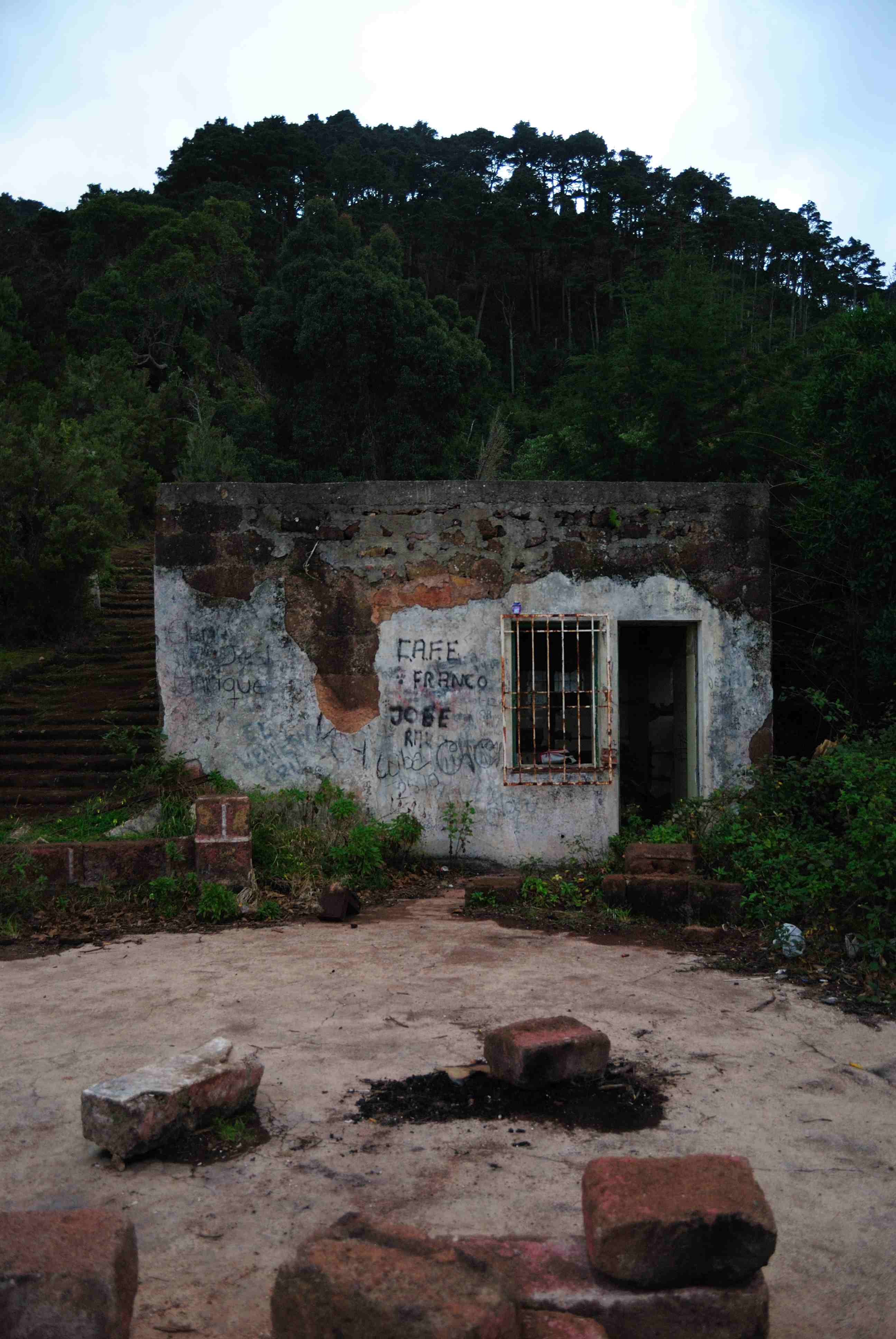
Casa Fuset

Casa Fuset, anche chiamata Casa de Franco o Casa del Pánico, è un edificio abbandonato e in parte fatiscente, situato nella zona montuosa di El Moquinal nel comune di San Cristóbal de La Laguna (Tenerife, Spagna). L'edificio è conosciuto principalmente perché, secondo la credenza popolare, viveva lì il dittatore Francisco Franco e fu usato come rifugio dal criminale omicida Dámaso Rodríguez Martín.

## Storia
La terra in cui si trova la casa apparteneva a Benito Pérez Armas, noto politico, giornalista e scrittore delle isole Canarie. Successivamente, la terra divenne proprietà di Lorenzo Martínez Fuset (l'uomo di fiducia di Franco), che vi costruì la casa negli anni '40. Popolarmente si ritiene che la Casa Fuset sia stata visitata dal dittatore Francisco Franco durante il soggiorno suo e della sua famiglia a Tenerife, e anche che il dittatore abbia vissuto lì. In realtà nulla di ciò è vero, dato che la casa fu costruita nel decennio dopo la permanenza di Franco sull'isola.
L'edificio fu abitato fino agli anni '80, dopo di che fu abbandonata e versa  da allora in pessime condizioni di conservazione.

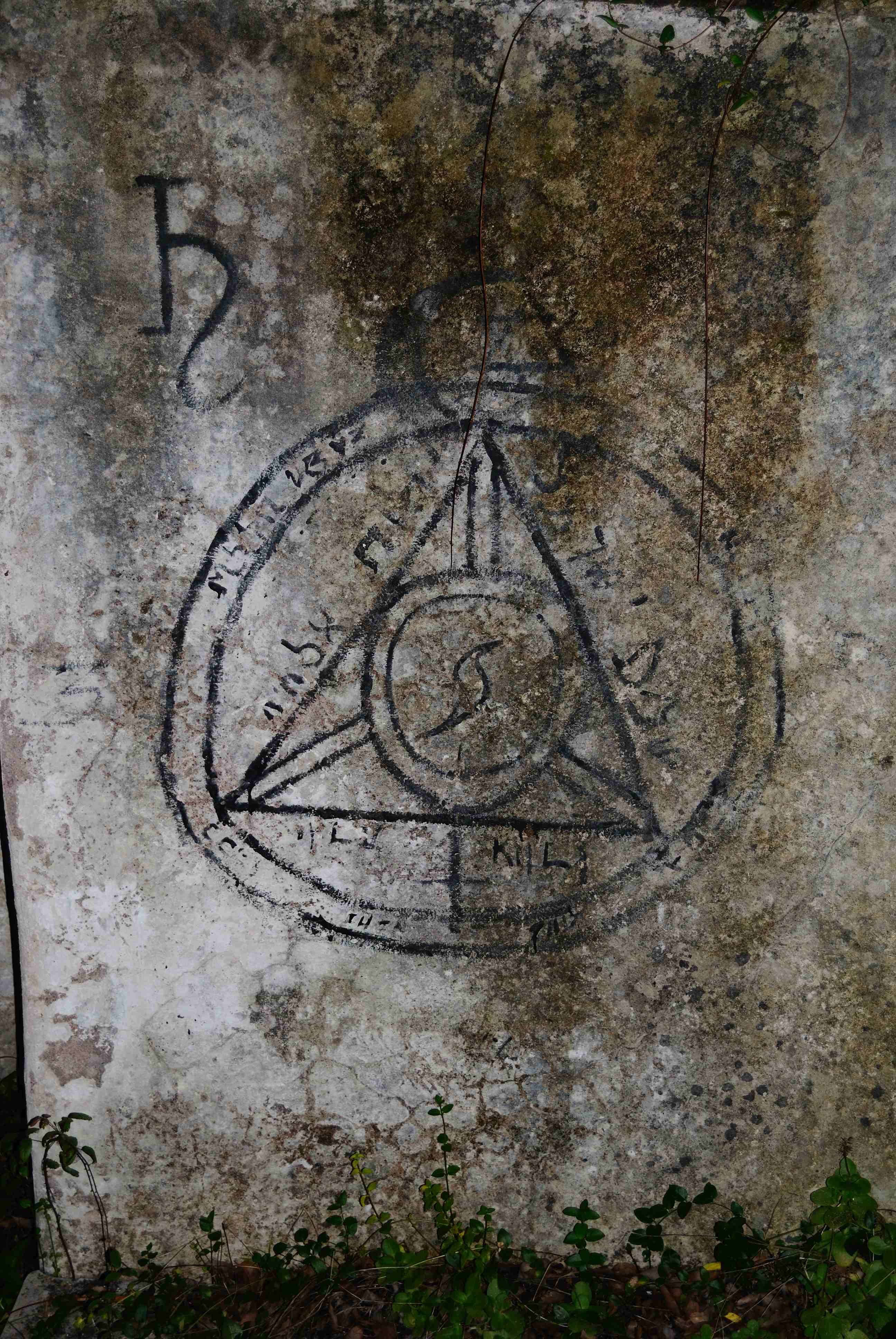
Simbolo magico su una parete della casa

Nella zona in cui si trova Casa Fuset l'assassino Dámaso Rodríguez Martín si nascose nel 1991 nel corso della sua fuga dalla prigione. Braccato dalla polizia il criminale si tolse poi vita, ma non nella Casa Fuset come si crede di solito.
La Casa Fuset è stata spesso collegata a fenomeni paranormali, e simboli kabbalistici e satanici abbondano sulle sue pareti. Alcuni garantiscono che nella casa vengano celebrati riti satanici, che di notte vi si odano degli spari e che l'edificio sia sede di fenomeni di psicofonia.
La casa è stata protagonista di uno degli episodi del programma televisivo spagnolo Cuarto Milenio e del programma radiofonico Milenio 3, entrambi dedicati ai temi del mistero.